# Списак владара Битиније
Следи списак краљева Битиније.

## Царска династија
- око 435. п. н. е. - Дидалс I
- до 376. п. н. е. - Ботир I, син Дидалса I
- 376–328. п. н. е. - Бас I, син Ботира I
- 328–297. п. н. е. - Зипоит I, син Баса I

## Краљеви Битиније
- 297-278. п. н. е. - Зипоит I, син Баса I (примио царску титулу 297. п. н. е.)
- 278–255. п. н. е. - Никомед I, син Зипоита I
- 278–276. п. н. е. - Зипоит II, син Зипоита I
- 255–254. п. н. е. - Зипоит III, сын Никомеда I
- * 255–254. п. н. е. - Етазета, удовиц (2. жена) Никомеда I, мајка Зипоита III (регент)
- 255–228. п. н. е. - Зиаил I, син Никомеда I
- 228–182. п. н. е. - Прусија I, син Зиаила I
- 182–149. п. н. е. - Прусија II, син Прусије I
- после 167–149. п. н. е. - Прусија III Монодент, син Прусије II
- 149–127. п. н. е. - Никомед II, син Прусије II
- 127–94. п. н. е. - Никомед III, син Никомеда II.
- 94-92. п. н. е. - Никомед IV р, син Никомеда III
- 92-90. п. н. е. - Никомед V (рођено име – Сократ Хрест), син Никомеда III
- 90–89. п. н. е. - Никомед IV 2. пут[1]